# Palazzo del Consorzio agrario (Grosseto)
Il palazzo del Consorzio agrario è un edificio situato in via Roma a Grosseto.

## Storia
Già nel 1906 la Federazione italiana dei consorzi agrari con sede a Piacenza apriva a Grosseto, in via Bertani, un ufficio per la vendita di macchine agricole, e il 29 marzo 1908 veniva inaugurata una filiale del Consorzio agrario senese per la vendita di concimi chimici.
L'anno successivo lo stesso ente acquistò lungo via Roma un appezzamento di terreno di proprietà dei fratelli Carriaggi, con l'intenzione di costruire una nuova sede per il Consorzio agrario di Siena e Grosseto, per la quale un primo progetto sarebbe stato fornito nel 1921 dall'ingegnere Maconi, un secondo dieci anni dopo dall'ingegnere Guido Bonci Casuccini e infine dall'ingegner Azzoni nel 1937. Il progetto definitivo venne redatto dall'ingegnere Umberto Tombari. In seguito ad una gara di appalto a licitazione privata svoltasi il 25 ottobre 1938 tra sei ditte invitate, i lavori, stimati per un importo di 526 014 lire, vennero assegnati all'impresa Alpiano-Castelli che presentò un ribasso netto del 6,95%. Il permesso definitivo di costruzione venne concesso dal podestà Angelo Maestrini in data 8 novembre 1938. I lavori, iniziati immediatamente, si conclusero nel novembre 1939 con un importo complessivo asceso a circa 1 000 000 di lire. Il 7 febbraio 1940 venne rilasciato il permesso di abitabilità. L'edificio veniva destinato al piano terreno a sale per il pubblico e per l'esposizione di prodotti e di macchinari; al primo piano ad uffici, direzione e sale riunioni; al secondo piano ad uffici della Unione fascista agricoltori.
Nel 1940, con la divisione dell'ente avvenuta con decreto del 20 maggio 1939, l'edificio passò di proprietà del Consorzio agrario provinciale di Grosseto e nel 1942 venne redatto, ancora dall'ingegner Tombari, un progetto di ampliamento su via Damiano Chiesa, realizzato dalla stessa ditta Castelli, costituito da un corpo ad un solo piano fuori terra per l'abitazione del direttore, poi sopraelevato nel 1965 in base ad un progetto fornito nel 1953. Attualmente, tale settore dell'edificio, insieme all'intero secondo piano, risulta inutilizzato; per il rimanente ha conservato le destinazioni originarie.

## Descrizione

### Contesto urbanistico
L'edificio sorge lungo via Roma, la direttrice centrale che si diparte in direzione nord da piazza della Vasca. È compreso fra le vie trasversali Damiano Chiesa e Fiume, e fronteggia i prospetti laterali di due degli edifici maggiormente rappresentativi della città: su via Roma, il palazzo delle Poste e Telegrafi di Angiolo Mazzoni, da cui mutua l'impostazione monumentale e il paramento in mattoni con estesi inserti in travertino e, su via Damiano Chiesa, il palazzo del Governo di Vittorio Mariani.
Il resede tergale dell'edificio, delimitato su via Fiume da alcuni capannoni di deposito di alimentari, è adibito a parcheggio riservato.

### Esterno
L'edificio si caratterizza per una volumetria netta e rigorosa, articolata in tre blocchi parallelepipedi con un corpo centrale più elevato a mo' di torre e due blocchi laterali elevati su tre piani e scanditi da file regolari di finestre rettangolari incorniciate in travertino.
La torretta centrale, contenente il vano scala e i locali della direzione, è connotata in maniera maggiormente rappresentativa con la scalinata di accesso in travertino disposta parallelamente al fronte, il totale rivestimento in travertino al piano terreno con portale di ingresso strombato, la specchiatura centrale in travertino sui due piani superiori con terrazzino al secondo piano ed infine la loggia finestrata di coronamento sottolineata da stemmi marmorei delle città toscane. Avanzato rispetto alla torretta, il blocco in angolo tra via Roma e via Damiano Chiesa presenta il fronte principale spartito sui primi due piani da cinque specchiature verticali in travertino, mentre il corpo in angolo tra via Roma e via Fiume, ampliato successivamente sul retro, risulta preceduto da una loggia con tre arcate chiuse da serramenti vetrati sul fronte principale,in origine destinata all'esposizione dei macchinari, che prosegue il filo di parete della torretta e il rivestimento in travertino fino all'imposta delle arcate e quindi sulla facciata laterale. Sulla terrazza di copertura della loggia prospetta il fronte laterale della torretta, ancora una volta connotato da un'ampia specchiatura in travertino con i resti di tre fasci littori e sovrastata da quattro stemmi marmorei posti in corrispondenza delle strette finestre superiori.
I tre blocchi sono conclusi da uno spesso cornicione in travertino che nasconde le falde delle coperture a tetto.

### Interno
All'interno, il grande atrio disimpegna a sinistra il salone per il pubblico, che conserva arredi degli anni quaranta, e a destra l'entrata all'ex sala delle esposizioni, oggi destinata ad uffici. In asse con il portale di accesso si sviluppa la scalinata principale, preceduta da un largo pianerottolo di invito. Lo scalone a tre rampe ha pedata in marmo verde e alzata in marmo bianco, ed è accompagnata dal parapetto in muratura con la breve ringhiera superiore in legno originale. Sul pianerottolo del primo piano si aprono due vetrate in legno, originali al pari della pavimentazione in tessere ceramiche verdi, che immettono frontalmente nel vestibolo, comunicante con la sala riunioni affacciata su via Roma, e lateralmente al settore degli uffici, disimpegnati da un corridoio centrale.
Il medesimo schema distributivo si ritrova al piano superiore, attualmente inutilizzato, e nell'aggiunta sul retro, in origine ad un solo piano fuori terra e successivamente elevata allo stesso livello del blocco contiguo. L'edificio conserva le pavimentazioni, gli infissi ed alcuni arredi originali. All'interno della sala delle riunioni è scolpito il bassorilievo La raccolta dell'artista Tolomeo Faccendi (1950-1955).